# Henri-Louis d'Albert d'Ailly
Henri-Louis d'Albert d'Ailly, 2e duc de Chaulnes, est un aristocrate et officier français, né en 1620 et décédé à Chaulnes le 21 mai 1653.

## Biographie
Il est le fils d'Honoré d'Albert, 1er duc de Chaulnes, maréchal de France, pair de France, et de Claire Charlotte Eugénie d'Ailly.
Officier, il est promu en 1643 maréchal des camps et armées du Roi, puis en 1650 lieutenant général des armées du Roi. En 1643, il est fait lieutenant-général en Picardie, Boulonnais, Artois et pays reconquis. En 1645-1646, il est aussi Commandant en Picardie. En 1649, il devient gouverneur et lieutenant-général en haute et basse Auvergne.
À la mort de son père, en 1649, il devient le deuxième duc de Chaulnes, baron de Picquigny et vidame d'Amiens. Il meurt à Chaulnes le 21 mai 1653.

### Mariage et descendance
Il épouse à Paris, paroisse Saint Eustache, le 3 mai 1646, Françoise de Neufville, veuve de Just, comte de Tournon, fille de Nicolas de Neufville, 1er duc de Villeroy, pair de France, maréchal de France, ministre d'Etat, chevalier des ordres du Roi, et de Madeleine de Blanchefort-Créquy. Elle mourut à Paris, paroisse Saint Sulpice, le 11 mai 1701, après s'être remariée avec Jean Vignier, marquis d'Hauterive. Tous deux eurent deux filles :

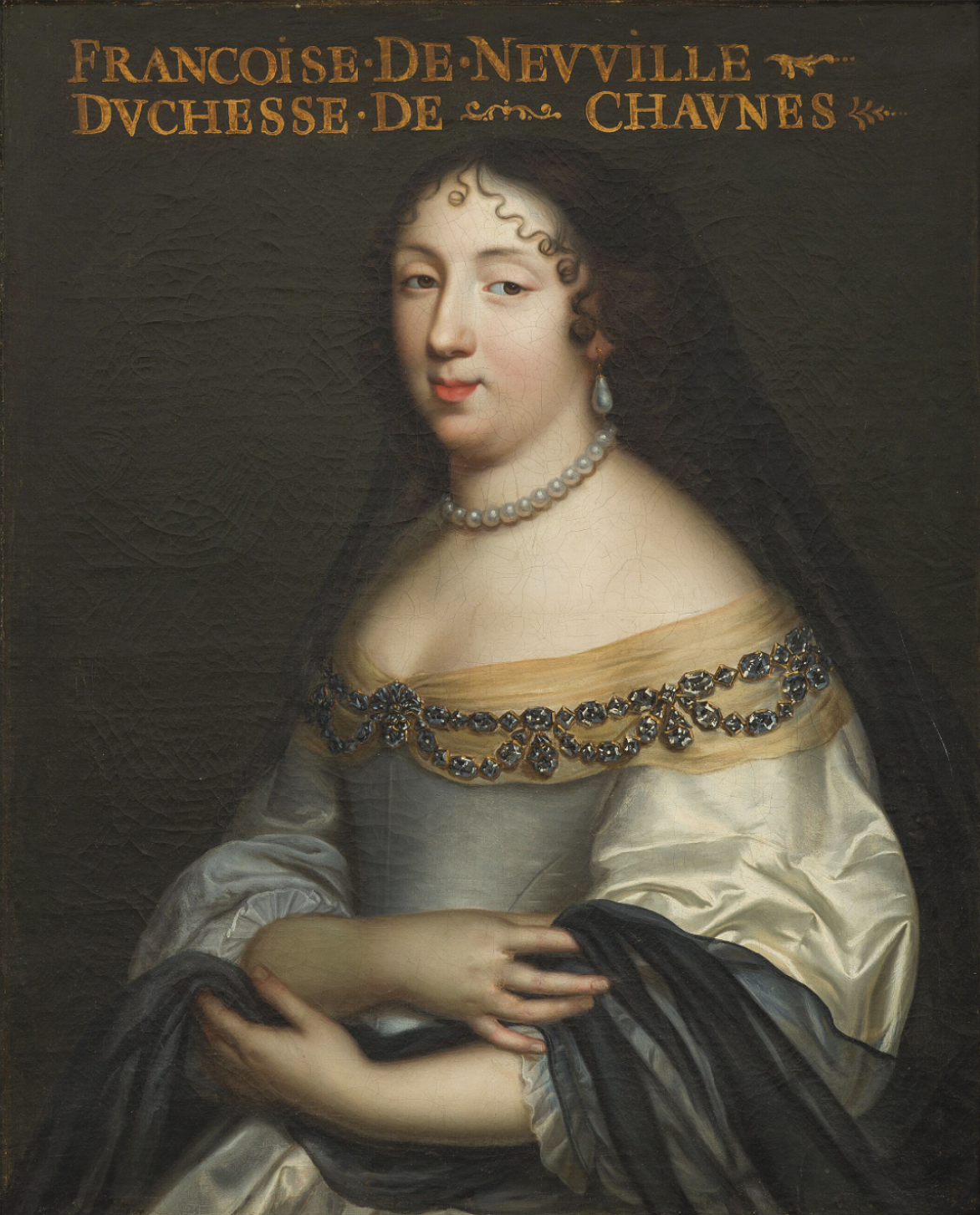
Françoise de Neufville de Villeroy, duchesse de Chaulnes.

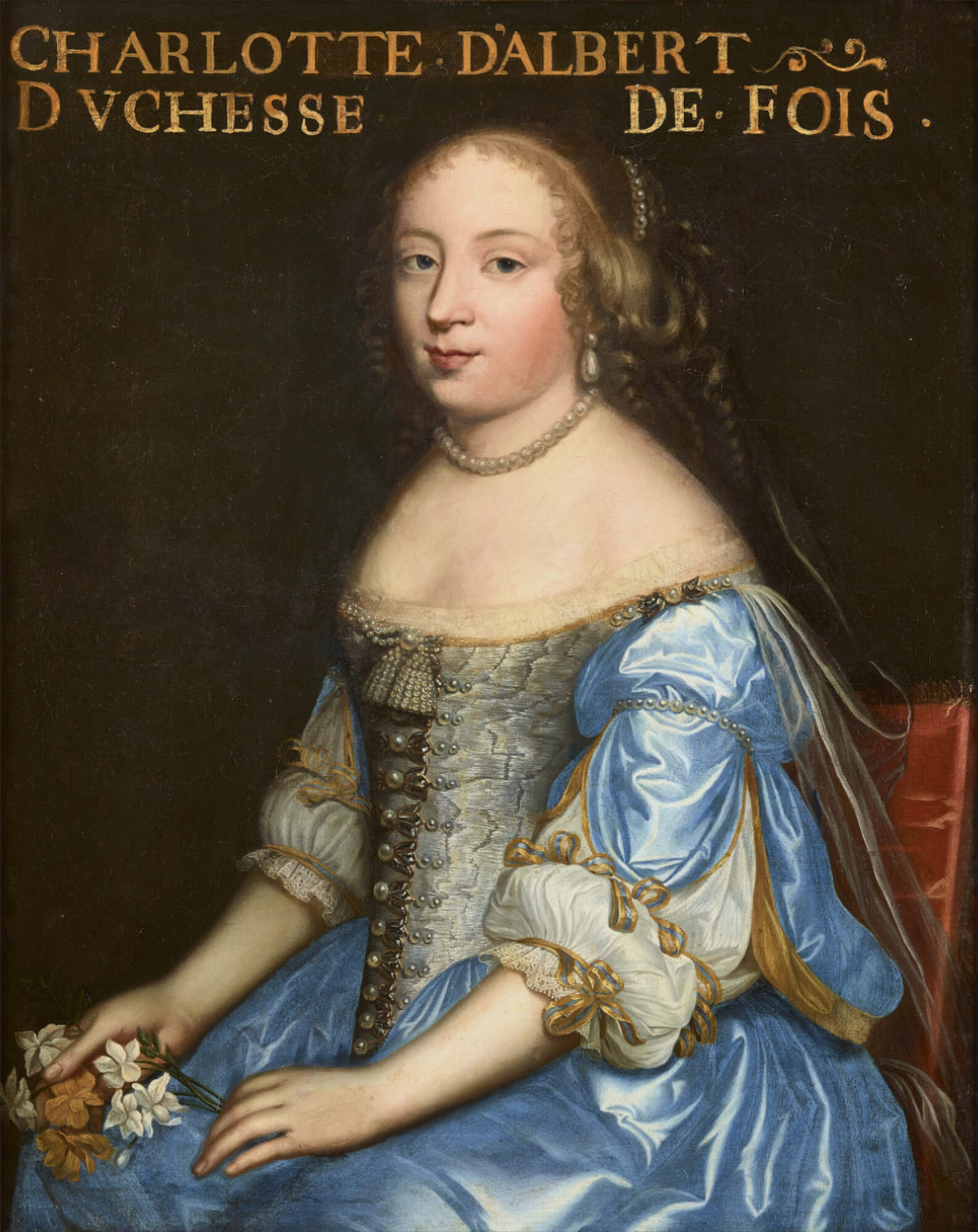
Madeleine Charlotte d'Albert d'Ailly, duchesse de Foix

- Madeleine Charlotte d'Albert d'Ailly, morte le 3 août 1665, mariée par contrat signé à Paris le 6 janvier 1664 avec Jean-Baptiste Gaston de Foix-Candale, duc de Randan, pair de France, gouverneur de Macon, mort le 13 décembre 1665, fils de Jean-Baptiste Gaston de Foix, comte du Fleix, gouverneur de Macon, et de Marie-Claire de Bauffremont[2]. D'où une fille, Marie de Foix-Candale, morte enfant en 1667 ;
- Catherine d'Albert d'Ailly, morte jeune en 1662[3].

Sans descendance masculine, il a pour successeur comme 3e duc de Chaulnes, baron de Picquigny et vidame d'Amiens, son frère Charles d'Albert d'Ailly (1625-1698).